# Tethina sasakawai
Tethina sasakawai är en tvåvingeart som beskrevs av Foster och Wayne N. Mathis 2008. Tethina sasakawai ingår i släktet Tethina och familjen Canacidae.
Artens utbredningsområde är Kalifornien. Inga underarter finns listade i Catalogue of Life.